# 八王子神社 (刈谷市)
八王子神社（はちおうじじんじゃ）は、愛知県刈谷市泉田町中西96番地にある神社。旧社格は村社。

## 祭神
- 国狭槌尊（くにさつちのみこと）

## 歴史
創立年代は不詳。承安3年（1173年）8月に社殿を建立した。永禄2年（1559年）9月、明暦元年（1655年）11月16日に本殿を再建している。
1959年（昭和34年）9月26日には伊勢湾台風によって老杉が枯死する被害が出た。1872年（明治5年）には村社に列せられた。

## 境内
- 社殿
- 社務所
- 保存館
- 手水舎
- 御祓所
- 地搗石・力石
- 「殉国之碑」
- 「三十七八年戦役従軍者碑」
- 八王子神社貝塚
- 泉田古墳
  - 1960年（昭和35年）12月、八王子神社の南東200mにある泉田町宮東の畑地で発掘された古墳。開墾によって墳丘は消失しており、横穴式石室の一部も消えつつあったが、2体の人骨や5個の金環、須恵器や鉄鏃などの副葬品が確認されている。6世紀中頃から後半とされる。天板は存在せず、奥と両側の三方に石が積まれていた。八王子神社境内に横穴式石室が復元されている。出土品は刈谷市郷土資料館に所蔵されている。

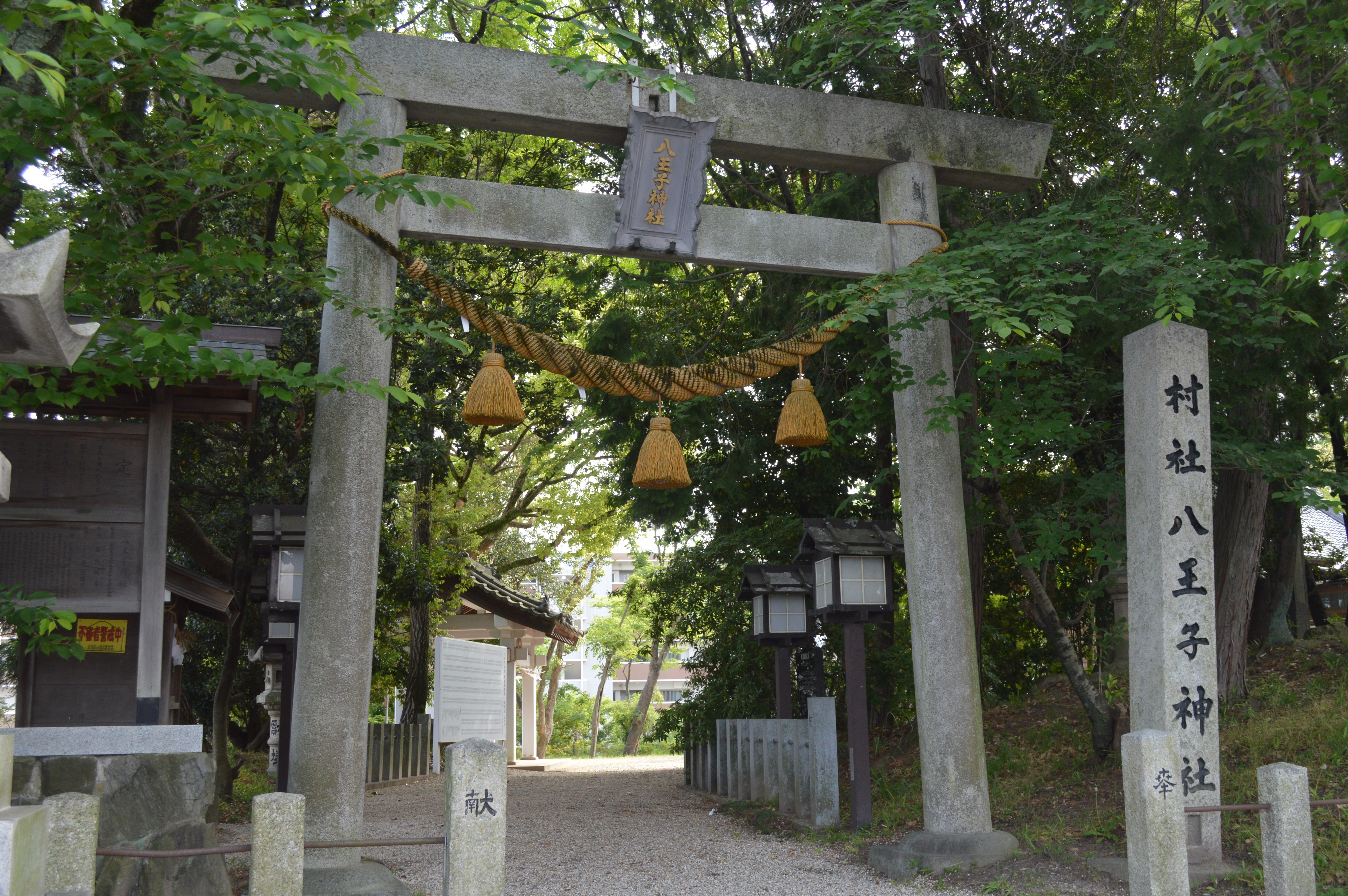
鳥居
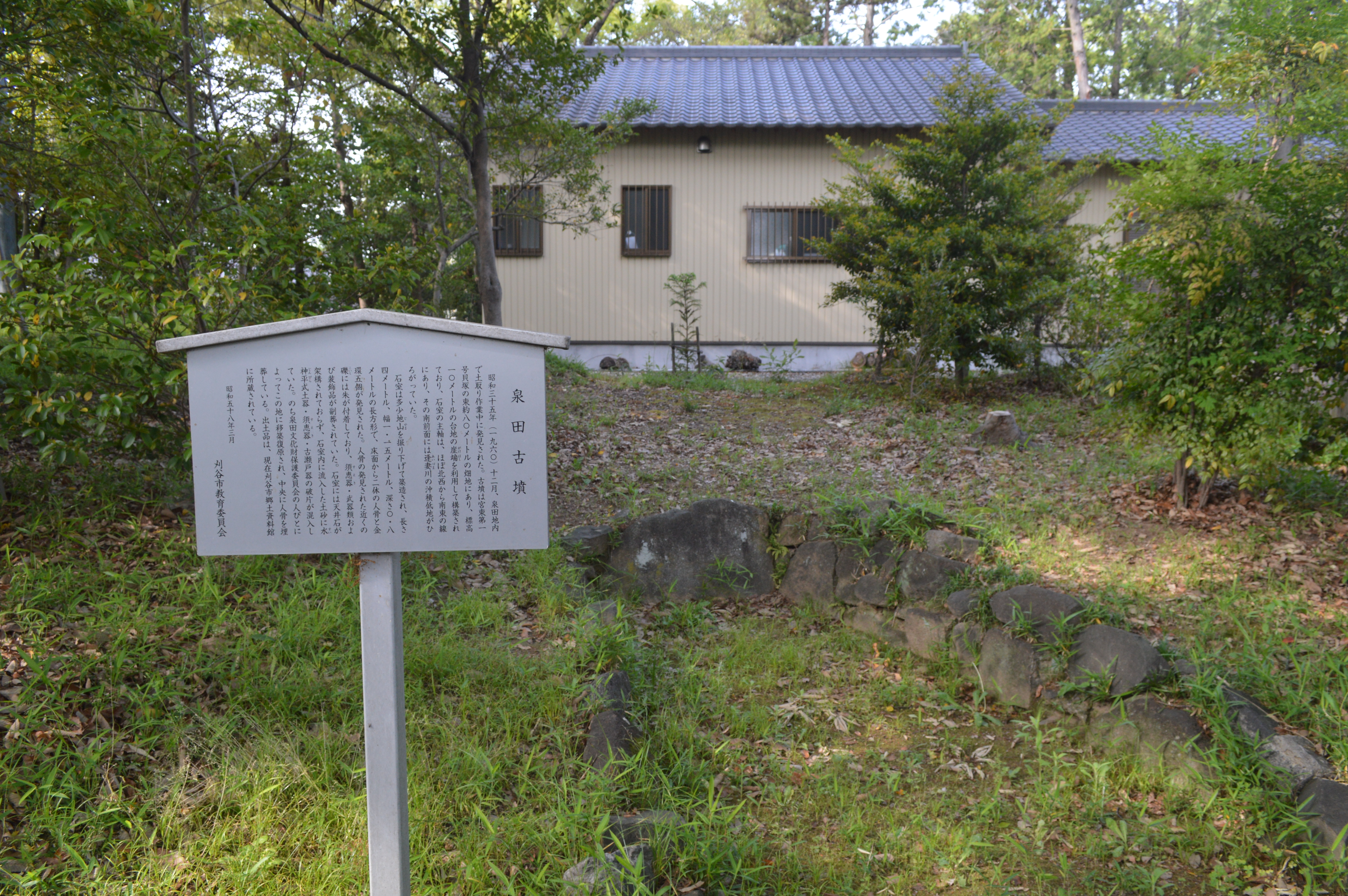
泉田古墳

### 摂末社
- 山ノ神神社
- 厳島社
- 八幡宮
- 秋葉社

## 文化財

### 市指定史跡
- 八王子神社貝塚
  - 1958年（昭和33年）11月11日指定[2]。弥生時代の貝塚。なお、刈谷市の史跡としては八王子神社貝塚のほかに、旧石器時代の山の神遺跡（刈谷市立刈谷東中学校敷地内）、縄文時代の本刈谷貝塚（本刈谷神社境内）、古墳時代の井ケ谷古墳（井ケ谷町大塚）や泉田古墳（泉田町宮東）などがある[3]。

## 現地情報

### 所在地
- 愛知県刈谷市泉田町中西96番地

### 交通アクセス
- 鉄道：名鉄名古屋本線 富士松駅から徒歩。